# Derviš Ali Astrahanski
Derviš Ali Astrahanski (urdujsko, perzijsko in arabsko درویش علی, Derviš Ali, rusko Дервиш-Али, Derviš-Ali, tatarsko Därwiş Ğäli xan, Derviš Ali Kan) je bil kan Astrahanskega kanata, ki je vladal leta 1537-1540,  1550-1552 in od leta 1554 do propada kanata leta 1556,* ni znano, okrog † 1558. 
Bil je vnuk Ahmed Kana, zadnjega kana Velike horde. Na astrahanski prestol je prišel prvič leta 1537 s pomočjo nogajskega kana Ismaila in ruske vojske. Leta 1539 je bil prisiljen odstopiti v Ak Kubekovo korist.  Leta 1548 se je odpravil v Moskvo, vendar so ga Nogajci uspeli prepričati, naj se vrne v Astrahan, kar je februarja 1549 tudi storil. Nogajci so ga leta 1550 kot zaupanja vrednega moža  vrnili  na  astrahanski prestol.
V letih 1552-1554 je živel v Rusiji kot guverner Zvenigoroda in se julija 1554 s pomočjo ruske vojske pod poveljstvom vojvode Jurija Semjakin-Pronskega  vrnil na astrahanski prestol. Kmalu zatem se je začel upirati promoskovsko usmerjenemu plemstvu in v Hadžitarhanu namestil turško garnizijo, zato je ruska vojska pod poveljstvom Ivana Čeremisinova  leta 1556 zasedla Hadžitarhan. Derviš Ali  se je še nekaj časa gverilsko vojskoval proti Rusom, po zadnji odločilni bitki pa je pobegnil v Azov in od tam v Meko. 
Ilustrirana kronika Ivana Groznega omenja njegovega sina, carjeviča  Jatimirja.

## Vir
- Почекаев, Р.Ю. Цари ордынские. СПб., Евразия, 2010. ISBN 978-5-918-52010-9.

| Derviš Ali Astrahanski Turkaj-Timuridi (Ahmedoviči) |                                    |                                 |
| Vladarski nazivi                                    |                                    |                                 |
| Predhodnik: Abdelrahman                             | Kan Astrahanskega kanata 1537–1540 | Naslednik: Abdelrahman (drugič) |
| Predhodnik: Jamgurči                                | Kan Astrahanskega kanata 1550–1552 | Naslednik: Jamgurči (drugič)    |
| Predhodnik: Jamgurči                                | Kan Astrahanskega kanata 1554–1556 | Naslednik: Ukinitev kanata      |